# 連儂牆 (2014年香港)

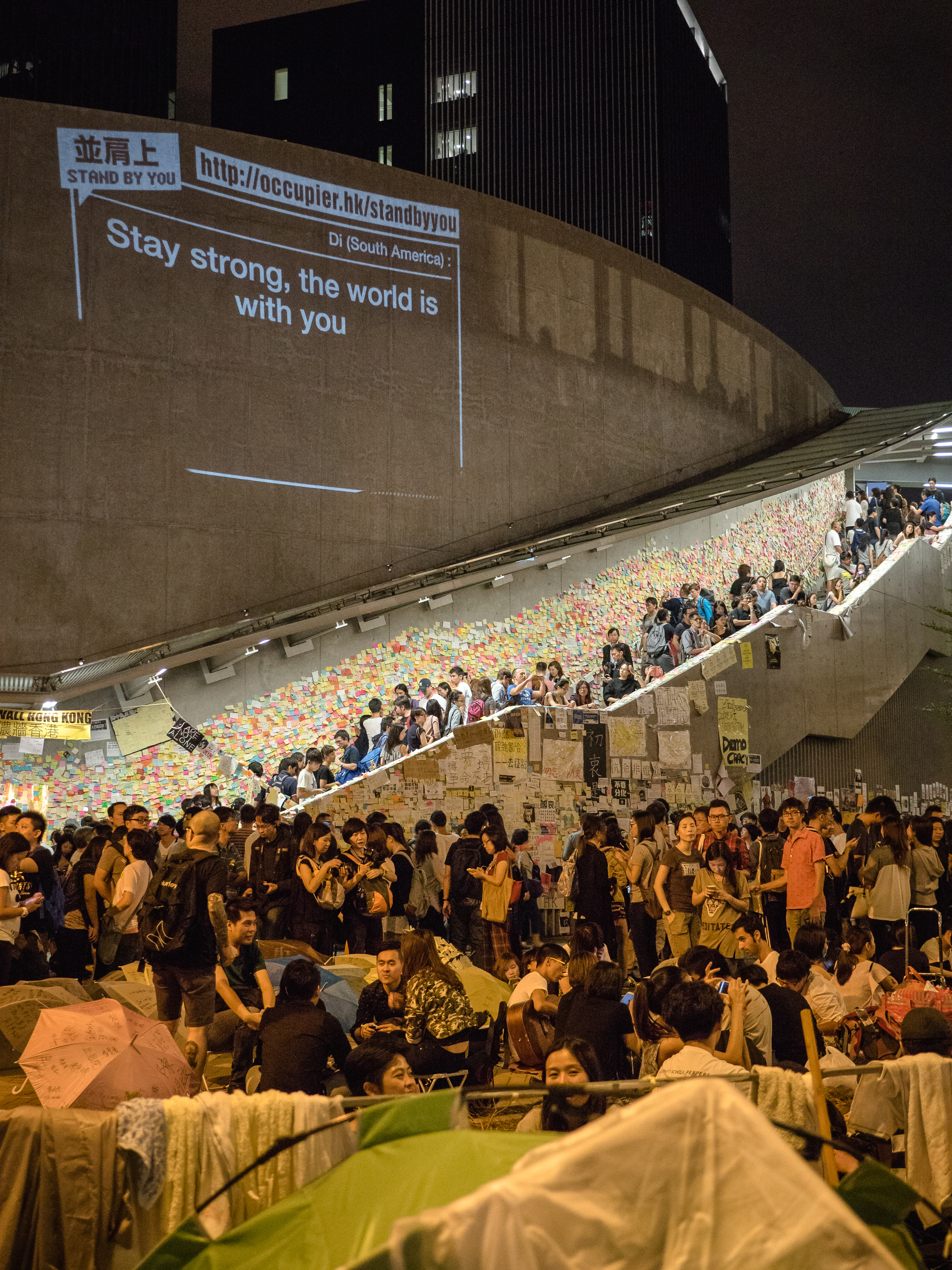
2014年10月10日的香港連儂牆

在2014年，香港連儂牆（英語：Lennon Wall）指的是雨傘革命期間所產生的粘贴标语讯息等的一堵民主拼接牆。連儂牆當時出現於金鐘夏慤道香港政府總部，並被視作當時金鐘「佔領區」的主要地標，是一個要求特首選舉民主化的集體重大雨傘運動藝術作品。

## 歷史
那是一面覆蓋了超過一萬張便利貼牆，在10月2日開始出現，上面寫滿示威者對民主普選的訊息，類型包括語錄、歌詞、字句和圖形等。包被噴上「來自布拉格，我們支持你，香港」的英文字樣，以表達捷克人對香港示威者的支持。2014年12月10日佔領行動完結後，大部分的藝術品被清拆以作歷史記錄，而很多示威者一直試圖重現包括連儂牆在內的一部份藝術品，這在後來引發14歲女孩因在牆上用粉筆繪製花朵而被逮捕的事件。

### 保存記錄
一些示威者意識到，到了雨傘運動的盡頭時，這些筆記會被清除，他們認為有必要記錄這些作品作為紀念，因此有活動招募示威者來保存作品，包括收集在連儂牆上的便利貼。示威者在2014年10月25日開始為連儂牆拍攝照片。

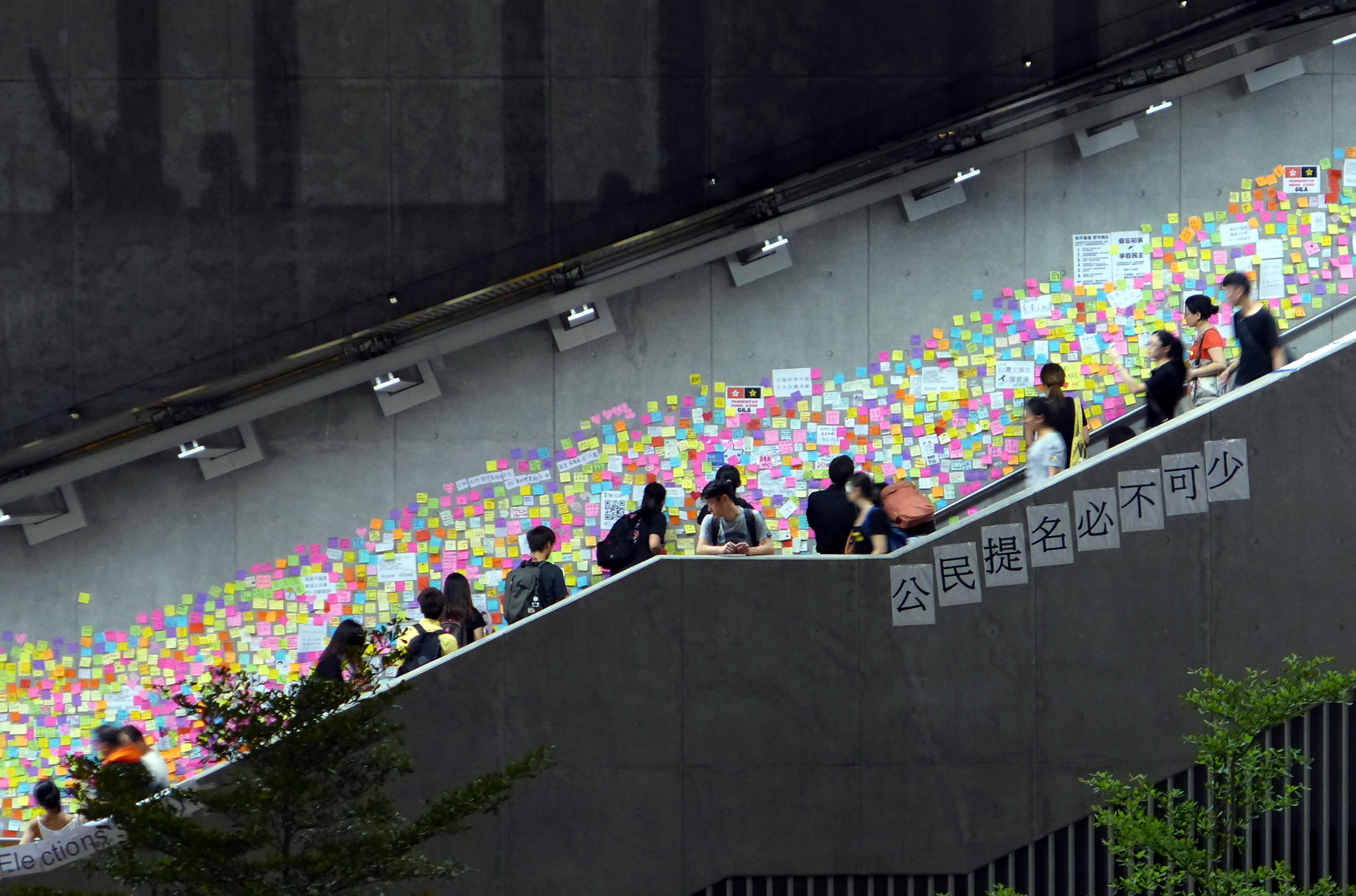
2014年10月2日的香港連儂牆，開始出現告示貼
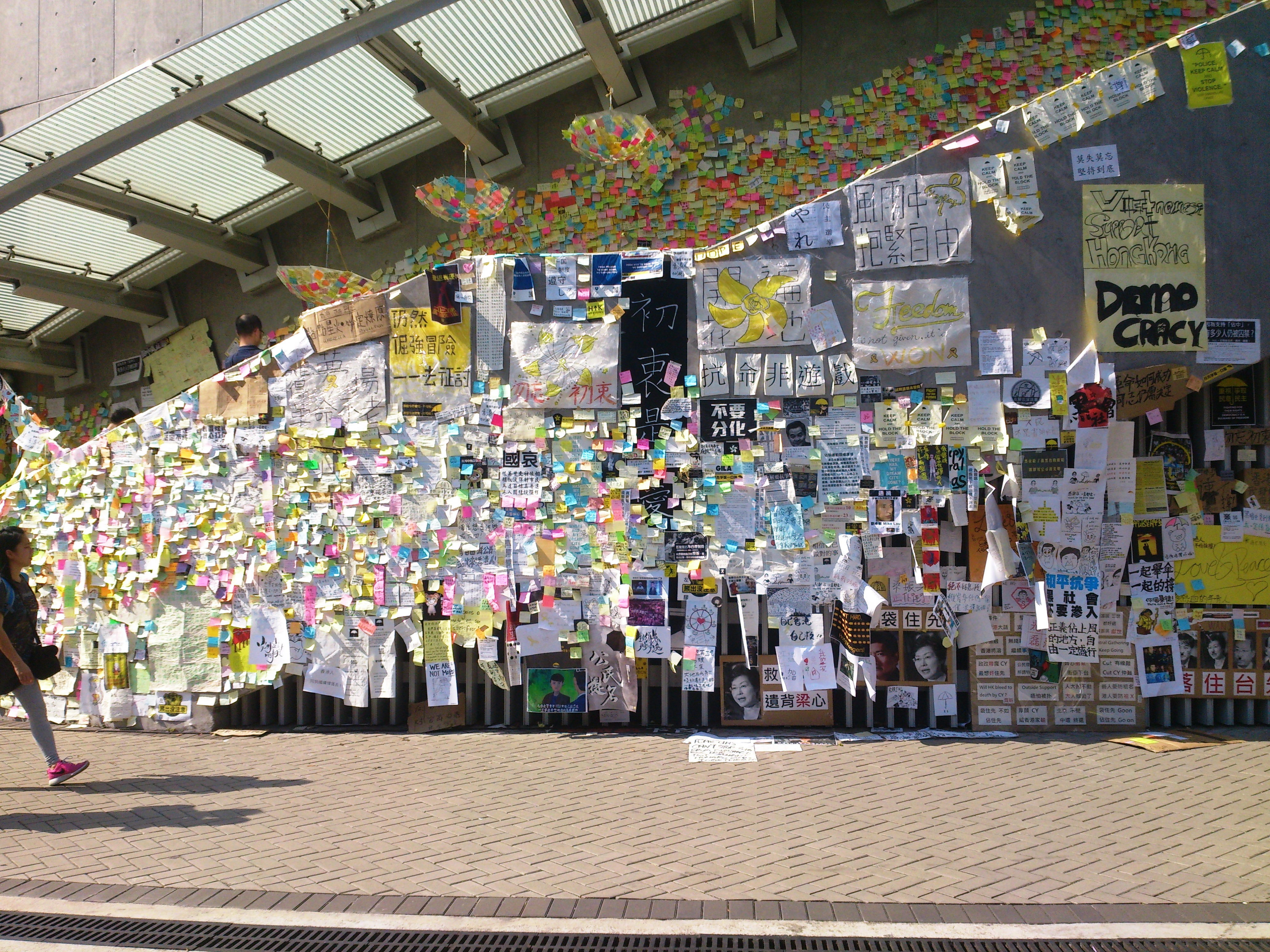
2014年10月18日的香港連儂牆
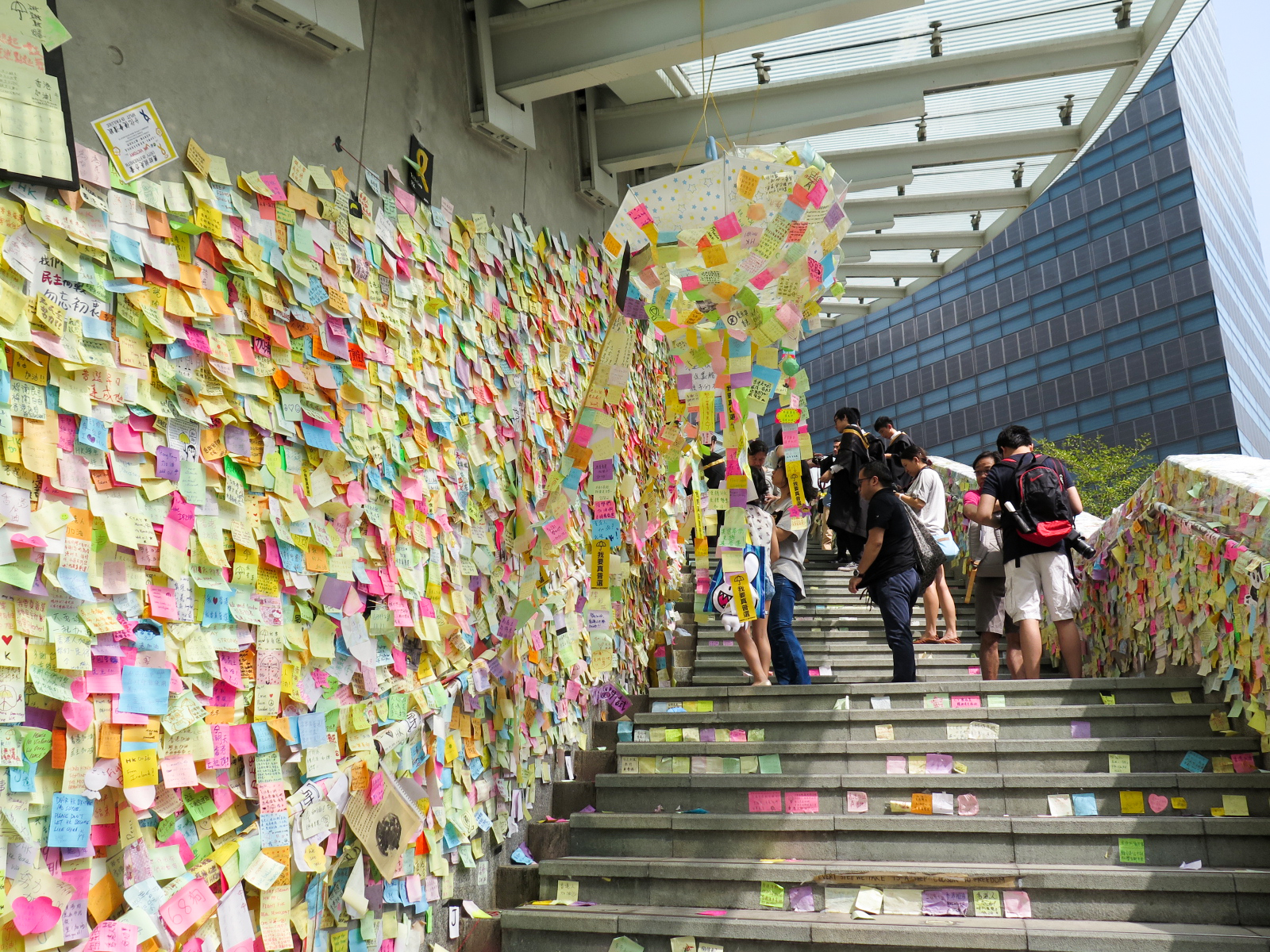
香港連儂牆以便利貼為主（2014年11月1日）
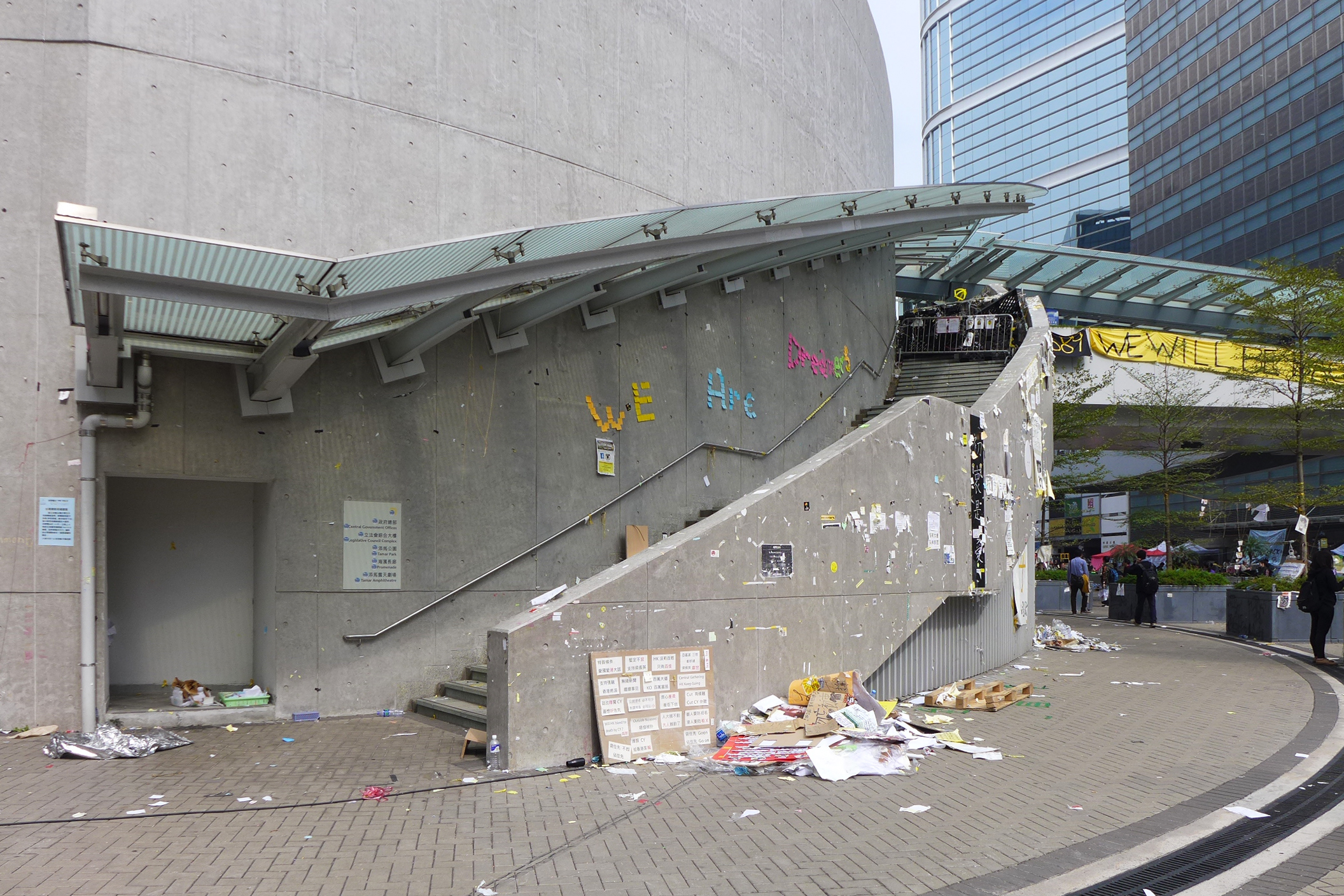
在警方金鐘清場行動前，大部分的藝術品已被清拆以作歷史記錄，只留下「We are dreamers」（2014年12月11日）

### 相關事件
2014年12月23日，一個14歲少女因在連儂牆上用粉筆塗鴉而被逮捕，而警方在扣留少女17個小時後，又以少女的父親無能力照顧女兒為理由，向法院申請「兒童保護令」。地方裁判法院在29日裁定把該名女童送入兒童院3個星期。為此，少女的代表律師向高等法院提出上訴。高等法院法官湯寶臣在31日下令立即釋放該名少女，但要求她在保釋期間要與父親同住並繼續上學，而且每次外出必須由家人或社工陪同，直至翌年1月19日再審理有關案件。此事引發公眾的爭議，而在高等法院作出裁決前，香港學生組織學民思潮在臉書（Facebook）上發起聯署聲明，聲援這名女童，並表達對警方申請「兒童保護令」的不滿，截至2014年12月31日已經吸引了近5萬人聯署簽名支持。